# Adolphe Oppenheim
Pour les articles homonymes, voir Oppenheim (homonymie).
Adolphe Oppenheim, dit Oppenheim-Emden (20 juin 1793, Francfort-sur-le-Main - 7 octobre 1870 Bruxelles), est un financier belge.

## Biographie
Frère de Joseph Oppenheim, Adolphe Oppenheim s'installe à Bruxelles en 1809 et débute chez le négociant Salomon Neustadt, associé dans une maison de commerce avec les Oppenheim de Francfort. 
Marié à Sophie Emden nièce de Salomon Neustadt, Sophie Emden et belle-sœur de Sigmund Benda, il sera le grand-père du baron Jacques de Reinach. Il se fait dès lors appeler Oppenheim-Emden. 
Commissionnaire en fonds publics, il fonde la banque Oppenheim-Emden. L'un des fondateurs de la Banque de Belgique, il en est le trésorier et commissaire, entre 1835 et 1870, et est membre du comité d'escompte de la Banque nationale de Belgique de 1852 à 1870.
Il est commissaire de la Fabrique de fer d'Ougrée, de la Fabrique belge de Laines peignées, de la Compagnie du chemin de fer d'Anvers à Gand, des Papeteries belges et de Meline, Cans et Compagnie, ainsi qu'administrateur des Mines de Bleyberg. 
Président et trésorier de la Communauté israélite de Bruxelles en 1817-1819, il est le premier président du Consistoire central israélite de Belgique à sa création, de 1832 à 1834.
Avec son frère Maurice, il figure parmi les souscripteur de l'Université libre de Bruxelles à sa création, en 183

## Sources
- Jean-Philippe Schreiber, Dictionnaire biographique des Juifs de Belgique. Figures du judaïsme belge XIXe – XXe siècles, De Boeck & Larcier, 2002, pp. 263-264.